# Động đất ngoài khơi Yamagata 2019
Động đất ngoài khơi Yamagata 2019 (山形県沖地震 Yamagata-ken Oki Jishin) xảy ra lúc 22:22 (theo giờ địa phương) ngày 18 tháng 6 năm 2019. Trận động đất có cường độ 6.4 độ richter (theo USGS) và 6.7 độ richter (theo Cục Khí tượng Nhật Bản). Tâm chấn nằm gần thành phố Tsuruoka, Yamagata. Ngay sau khi động đất xảy ra, Cục Khí tượng Nhật Bản đã phát tín hiệu cảnh báo sóng thần từ tỉnh Niigata đến khu vực bán đảo Noto của tỉnh Ishikawa.